# 心の瞳 (アンダーグラフの曲)
「心の瞳」（こころのめ）は、2009年4月15日に発売された日本のロックバンド、アンダーグラフの9枚目のシングル。

## 概要
前作「ジャパニーズ ロック ファイター」より約7ヶ月、アルバム『呼吸する時間』より約15ヶ月ぶりのリリースとなるアンダーグラフの9枚目のシングル。初回生産限定盤<CD ONLY>、通常盤<CD ONLY>二形態でのリリースとなっている。
表題曲は全国ツアー「live tour '08 Vol.2 ～六十四泊六十五日 乃 楽園～」で初披露された楽曲で、“special chorus”として、ツアー参加者全員の歌声が特別収録されている。
初回生産限定盤のみエンハンスドCD仕様となっており、心の瞳のMusic Clipと、心の瞳の制作ドキュメンタリーが収録されている。
また、収録曲が二形態で異なっている。
発売から一年間の売り上げから発生する、アンダーグラフに分配されるアーティスト印税の全てが、認定NPO法人「世界の子どもにワクチンを日本委員会(JCV)」に寄付される。

## 収録曲

### 初回生産限定盤
1. 心の瞳
TBS系「噂の!東京マガジン」エンディングテーマ曲・読売テレビ「Cune!」エンディングテーマ曲
2. フリージア
2007年の“live tour vol.1”で初披露された楽曲。
3. 風車
アンダーグラフ初となるカバー楽曲。アルバム未収録楽曲。
4. 記憶（未発表曲／live version）
2008年“spring tour”の東京・札幌・福岡公演のみで演奏されたライブ音源。ライブDVD“spring tour'08〜呼吸する楽園〜”には未収録。

- Enhanced CD仕様

1. 心の瞳 (Music Clip)
2. 心の瞳 〜制作ドキュメンタリー〜

### 通常盤
1. 心の瞳
2. フリージア
3. 自然と君へ
真戸原の個人的なプライベートソングを、メンバーの要望でアレンジし、作った楽曲。

## 心の瞳～アニバーサリーメドレー～
2009年6月24日より音楽配信サイト「レコチョク」にて独占配信開始した配信限定音源。メジャーデビュー後のシングル、「ツバサ」（1stシングル）と「心の瞳」（9thシングル）を、編集し、繋げたメドレー楽曲。このメドレー楽曲は現在のところCD化はされていない（ただしU-senラジオ等では放送されたことがある）。

## 収録アルバム
- 『この場所に生まれた僕達は いつも何が出来るかを考えている』(#1、初回生産限盤#4のオリジナルバージョン)
- 『UNDER GRAPH』(#1、#2-通常盤#3(Disc2のみ))